# Fabrosauridae
I fabrosauri (Fabrosauridae P. M. Galton) sono una famiglia molto primitiva e decisamente poco nota di dinosauri, caratteristica del Giurassico. Lo stesso genere tipo (Fabrosaurus) è noto solo per un frammento di mascella, e l'identità è dubbia.

## Piccoli corridori
Questi dinosauri erano sostanzialmente piccoli erbivori bipedi, tra i più primitivi rappresentanti dell'ordine degli ornitischi. L'aspetto era quello di piccoli corridori, con zampe posteriori estremamente allungate e una coda rigida e lunga. È possibile che i fabrosauridi passassero la stagione secca in buche scavate nel terreno.

## Erbivori senza guance
La caratteristica predominante dei fabrosauridi è data dai denti, piccoli e crestati, che si trovavano fissati profondamente negli alveoli. Probabilmente i fabrosauri non erano in grado di masticare il cibo, ma lo sminuzzavano con i denti e poi lo ingerivano. In seguito, un complesso apparato digerente era in grado di assimilarlo. Le ossa delle mascelle di questi animali, inoltre, sembrerebbero indicare che i fabrosauri furono probabilmente gli unici ornitischi a non essere dotati di guance.